# P. J. Soles
Pamela Jayne Soles, dite P. J. Soles, est une actrice et productrice américaine, née Pamela Jayne Hardon le 17 juillet 1950 à Francfort-sur-le-Main en Allemagne. Durant toute sa carrière, elle a conservé le nom de son premier mari, J. Steven Soles, malgré leur divorce dès 1975.

## Jeunesse
Pamela Jayne Hardon naît à Francfort-sur-le-Main en Allemagne, d'une mère américaine et d'un père allemand. À sa naissance, son père travaille pour une entreprise multi-nationale d'assurance, c'est pourquoi elle voyage beaucoup à travers le monde. Elle vit ainsi à Casablanca au Maroc, et à Maracaibo au Venezuela, où elle apprend à parler couramment espagnol, puis par la suite à Bruxelles en Belgique, où elle étudie au Lycée International de Bruxelles. Plus tard, quand elle est au Briarcliff College de New York, elle rêve d'être la première femme à devenir ambassadrice sous l'URSS. Mais cette ambition change dès lors qu'elle visite l'Actors Studio de New York.

## Carrière
Elle s'installe alors à Manhattan et commence par apparaître dans des publicités et des magazines de tendance. Elle est sélectionnée parmi des centaines d'acteurs par Brian De Palma et George Lucas lors de leur casting commun pour Carrie au bal du diable (1976) et Star Wars, épisode IV : Un nouvel espoir (1977). Elle est blessée durant le tournage de Carrie au bal du diable, lorsque le jet d'un extincteur lui déchire un tympan. Après celui-ci, elle part pour la Géorgie pour tourner Our Winning Season (1978) et rencontre l'acteur Dennis Quaid. Ils se marient la même année au Texas dans un ranch.
Plus tard, toujours en 1978, elle joue dans La Nuit des masques, comme étant la dernière victime de Michael Myers, le mythique personnage du film d'horreur. Elle apparait plus tard dans Rock 'n' Roll High School (1979) avec les Ramones. Elle gagne de la popularité, notamment, grâce à sa reprise d'une chanson qui est publiée dans la BO du film.
Soles a par la suite deux rôles dans des comédies militaires : La Bidasse en 1980, puis Les Bleus en 1981.
En 2005, Soles joue le rôle de Susan, victime d'une famille lors d'un massacre meurtrier dans le film de Rob Zombie, The Devil's Rejects.

## Vie privée
Elle fut mariée à J. Steven Soles durant son séjour à New York, mais elle partit par la suite à Los Angeles où elle travailla pour des chaines télévisées et des films. Elle et Soles ont ainsi divorcé mais elle décida de garder son nom, P. J. Soles. Elle épousa par la suite l'acteur Dennis Quaid de 1978 à 1983. Son troisième mariage fut avec Skip Holm, cascadeur du film L'Étoffe des héros (1983). Ils ont eu un fils, Skye, en 1983, et une fille, Ashley, en 1988. Mais ils divorcèrent en 1998.
Interviewée en 2011 par le magazine en ligne  mondo-video.com, Soles donne un aperçu de sa vie privée : « Je pense que toute chose se produit pour une raison et un but. La chose la plus forte pour moi, c'est qu'après qu'on a divorcé, Dennis et moi, je me sois remariée. Holm et moi nous sommes rencontrés alors qu'il était pilote d'essai, sur le tournage de L'Étoffe des héros. Nous avons eu deux enfants ensemble. Pourtant, vous nous auriez laissé ensemble, Dennis et moi, nous aurions sûrement eu ces deux enfants. Mais tout ce qui se produit a une raison. J'aimais vraiment Dennis, et je l'aime encore. Tout ça, c'est classé. À l'époque, il n'y avait pas vraiment d'interventions. C'était Hollywood, les drogues jonchaient le sol. Mais je ne pouvais tout simplement pas avoir affaire à ça, puis je ne savais pas comment faire. Mais c'était surtout une période palpitante. Nous débutions tous les deux, et quand nous rentrions le soir, nous nous racontions les bouts de scénarios que nous aurions aimé avoir. Aujourd'hui, la chose la plus étrange, c'est que je vis dans la banlieue de Los Angeles, et lorsque je vais à l'épicerie du coin, que j'ai mon panier rempli de produits, et que je suis à la caisse, je remarque une des feuilles de chou qu'ils vendent, et j'y vois Dennis, dans ma tête je pense alors, « Mon Dieu, voila mon passé… » C'est très étrange. »

## Filmographie

### Cinéma
- 1976 : Sport
- 1976 : Blood Bath
- 1976 : Carrie : Norma Watson
- 1978 : Our Winning Season : Cindy Hawkins
- 1978 : La Nuit des masques (Halloween) : Lynda van der Klok
- 1979 : Old Boyfriends (en) de Joan Tewkesbury (en) : Sandy
- 1979 : La Bande des quatre (Breaking Away) : Suzy
- 1979 : Le Lycée des cancres (Rock 'n' Roll High School) d'Allan Arkush : Riff Randell
- 1980 : Soggy Bottom, USA : Sharlene
- 1980 : La Bidasse (Private Benjamin) de Howard Zieff : Pvt. Wanda Winter
- 1981 : Les Bleus (Stripes) : Stella Hansen
- 1982 : The Awakening of Cassie : Cassie
- 1984 : Innocent Prey : Cathy Wills
- 1984 : Listen to the City : Sophia
- 1985 : Sweet Dreams : Wanda
- 1987 : Saigon Commandos : Jean Lassiter
- 1988 : B.O.R.N. : Liz
- 1989 : Alienator : Tara
- 1991 : Soldier's Fortune : Debra
- 1995 : The Power Within : Mrs. Applegate
- 1997 : La Légende de Bigfoot (Little Bigfoot) : Carolyn
- 1997 : Uncle Sam : Madge Cronin
- 1999 : Jawbreaker : Mrs. Purr
- 2000 : Blast : Deputy
- 2000 : Mirror, Mirror IV: Reflection : Annika's Mom
- 2001 : Kept : Celia
- 2005 : Mil Mascaras vs. the Aztec Mummy (en) de Jeff Burr
- 2005 : Pee Stains and Other Disasters : Jenny
- 2005 : The Devil's Rejects : Susan
- 2005 : Murder on the Yellow Brick Road : Hannah Gruber
- 2005 : Death by Engagement : Mrs. Starkington
- 2006 : Dead Calling : Valerie Redmond
- 2006 : The Tooth Fairy (vidéo) : Mrs. MacDonald
- 2006 : No Place Like Home : P.J.
- 2008 : Prank : Marianne
- 2008 : Alone in the Dark 2 : Martha
- 2011 : Beg : Eva Fox
- 2012 : Eternal : Lucinda
- 2012 : The Butterfly Room : Lauren
- 2013 : Chastity Bites : La mère de Lea (voix)
- 2016 : Grindsploitation : Dr. Ramone (segment Arbor Day)
- 2018 :  Halloween  de David Gordon Green: une institutrice ( caméo)
- 2019 : Candy Corn : Marcy Taylor
- 2019 : Killer Therapy : Dr. Emily Lewis
- 2019 : Hanukkah : Mrs. Horowitz
- 2021 : 13 Girls

### Télévision
- 1967 : Love Is a Many Splendored Thing (série télévisée) : Unknown (1973)
- 1976 : The Blue Knight (série télévisée) (1 épisode): Minnesota
- 1976 : L'Enfant bulle (The Boy in the Plastic Bubble) (téléfilm) : Deborah
- 1977 : The Possessed (téléfilm) : Marty
- 1977 : Alexander: The Other Side of Dawn (en) (téléfilm)
- 1978 : Zuma Beach (en) (Téléfilm) : Nancy
- 1982 : Romance Theatre (série télévisée) (5 épisodes) : Cassie
- 1983 : Sawyer and Finn (téléfilm) : Becky Thatcher
- 1983 : The Other Woman (téléfilm) : Mary Louise
- 1984 : Cheers (série télévisée) (1 épisode) : Julie
- 1984 : Supercopter (série télévisée) (1 épisode) : Ellie
- 1984 : Simon et Simon (série télévisée) (1 épisode) : Martie Collins
- 1985 : Le Juge et le Pilote (série télévisée) (1 épisode) : Ellen Styner
- 1986 : K 2000 (série télévisée) (1 épisode) : Ellen Whitby
- 1994 : Shake, Rattle and Rock! (téléfilm) : Evelyn Randall
- 1994 : Rebel Highway (série télévisée) (1 épisode) : Evelyn Randall
- 1995 : Out There (téléfilm) : Religious Nut

### Comme productrice
- 1988 : B.O.R.N.